# Angeville
Angeville ist eine französische Gemeinde mit 238 Einwohnern (Stand: 1. Januar 2022) im Département Tarn-et-Garonne in der Region Okzitanien. Sie gehört zum Arrondissement Castelsarrasin und zum Kanton Beaumont-de-Lomagne. Die Bewohner nennen sich Angevillois. 
Nachbargemeinden sind Castelmayran im Norden, Garganvillar im Osten, Fajolles im Süden, Saint-Arroumex im Westen und Caumont im Nordwesten.

## Bevölkerungsentwicklung
| Jahr      | 1962 | 1968 | 1975 | 1982 | 1990 | 1999 | 2006 | 2015 |
| --------- | ---- | ---- | ---- | ---- | ---- | ---- | ---- | ---- |
| Einwohner | 166  | 157  | 133  | 138  | 165  | 169  | 183  | 234  |